# Campillo de Ranas
Campillo de Ranas è un comune spagnolo di 186 abitanti situato nella comunità autonoma di Castiglia-La Mancia.
Il comune comprende i nuclei abitati di Campillejo, El Espinar, Roblelacasa e Robleluengo, oltre ai centri disabitati di El Vado, Matallana e La Vereda.